# 北砂5丁目団地
北砂五丁目団地(きたすなごちょうめだんち)は東京都江東区北砂5丁目に所存する団地である。

## スキップセンターコリダー型[1][信頼性要検証]
スキップセンターコリダー型(SCC型)とは北砂五丁目団地にしかない団地の構造である。共用廊下から半階上がる階段と半階下がる階段が伸びていてその先に部屋がある構造である。

## 近隣の施設
- 江東区立亀高小学校
- 江東区立第四砂中学校
- 江東区立砂町中学校
- 江東区立小名木川小学校
- アリオ北砂
- 小名木川
- 仙台堀川公園
- 江東区砂町文化センター